# 世界最強タッグ決定リーグ戦
世界最強タッグ決定リーグ戦（せかいさいきょうタッグけっていリーグせん、英:The Real World Tag team League）は、日本のプロレス団体、全日本プロレスが開催するタッグマッチの総当たりリーグ戦。1978年12月より「世界最強のタッグチームを決定する」と銘打って開催されている。

## 概要
「年末のプロレス興行は当たらない」、「タッグ・リーグは成功しない」という旧来の日本プロレス界におけるジンクスが、1977年12月に行われた『世界オープンタッグ選手権』の成功で払拭されたことにより、翌1978年より『世界最強タッグ決定リーグ戦』の名称で毎年開催。以降、年末における全日本プロレスの看板シリーズとして行われている。
豪華な外国人選手が参加していた昭和期においては、特別試合として組まれる夢のシングルマッチもファンの楽しみの1つであった。また、プロレス界において同一名称で行われるイベントシリーズとしては日本最長を誇り、今なお更新中である（同じ全日本プロレスのチャンピオン・カーニバルは1973年から開催されているが、途中「グランド・チャンピオン・カーニバル」などのリーグ戦を開催しないシリーズとして実施していた期間があるため、世界最強タッグ決定リーグ戦のほうが同一名称のイベントとしては長い）。

## 試合形式等
試合形式
- 試合形式は当初は45分1本勝負、1984年大会から30分1本勝負。
- あらゆる勝ちが2点、あらゆる負けは0点、時間切れ引き分けが1点、両者リングアウト・両者反則が0点の勝ち点制で行われる。

優勝チーム決定方法
- 1994年までの大会および2002・20・22年は、リーグ戦終了時点での最多得点チームが優勝となり、首位チームが複数ある場合は優勝決定戦が行われた。
- 1995年から（2002・20・22年除く）はリーグ戦終了時点での上位2チームが優勝決定戦を行い、2位が複数の場合は優勝決定戦進出チーム決定戦を行うという形式に変更された。

世界タッグ王座返上制度
- 1988年から1994年まで、世界タッグ王座のベルトをリーグ戦開幕時に王者チームが返上し、リーグ戦に優勝したチームが新王者に認定されるという形式であった。1995年からはその制度は廃止となったが、2012年および2014年は開幕時に王者チームが自主的に返上したために、リーグ戦優勝者が新王者になった。
- ただし、2000年および2015年は開催時に世界タッグ王座が空位であったが、リーグ戦優勝者が新王者に認定されずリーグ戦終了後に決定戦が行われた。

## 1978年大会
参加6チーム
- ジャイアント馬場&ジャンボ鶴田「BJ師弟コンビ」◆全日本プロレス代表 7点 ※優勝
- ドリー・ファンク・ジュニア&テリー・ファンク「ザ・ファンクス」◆NWA代表 6点
- アブドーラ・ザ・ブッチャー&ザ・シーク（→キラー・トーア・カマタ）「最凶悪コンビ」◆アフリカ・中近東代表 4点
- ニック・ボックウィンクル&ブラックジャック・ランザ◆AWA代表 4点
- ビル・ロビンソン&ワイルド・アンガス◆ヨーロッパ代表 3点
- 大木金太郎&キム・ドク「韓国師弟コンビ」◆韓国代表 0点

内容
前年のオープンタッグとは打って変わって少数精鋭で行われた。AWA世界ヘビー級王者ニックの参戦で馬場・ファンクスといったNWAの重鎮との対戦が注目された。シークがドリーの凶器攻撃による負傷で途中帰国し、代わってブッチャーのパートナーにカマタが起用されて途中参戦。そのままリーグ戦の星勘定を引き継いだ。最終戦で馬場&鶴田が時間切れ引き分けでファンクスを振り切り初優勝。『全日本プロレス中継』の第1期ゴールデンタイム時代では最初で最後だった。

## 1979年大会
参加7チーム
- ドリー・ファンク・ジュニア&テリー・ファンク「ザ・ファンクス」 11点 ※優勝
- ジャイアント馬場&ジャンボ鶴田「BJ師弟コンビ」 9点
- アブドーラ・ザ・ブッチャー&ザ・シーク「最凶悪コンビ」 8点
- ミル・マスカラス&ドス・カラス「マスカラス・ブラザーズ」 6点
- 大木金太郎&キラー・トーア・カマタ 4点
- ミスター・レスリング&マスクド・ストラングラー 2点
- ワフー・マクダニエル&フランク・ヒル 0点

内容
人気者マスカラスの参加が話題を呼んだ。蔵前国技館での最終戦でファンクスに敗れたブッチャーにシークが腹いせの火炎殺法を浴びせた仲間割れシーンは衝撃的であった。また、大木&カマタ組が共闘路線を敷いていたブッチャー&シークに白星を献上した展開も物議を醸した。当初、レスリングのパートナーはザ・デストロイヤーと発表されていたが、直前に変更となった。マスクド・ストラングラーの正体はホセ・リベラ。

## 1980年大会
参加7チーム
- ジャイアント馬場&ジャンボ鶴田「BJ師弟コンビ」 14点 ※優勝
- ドリー・ファンク・ジュニア&テリー・ファンク「ザ・ファンクス」 13点
- アブドーラ・ザ・ブッチャー&キラー・トーア・カマタ 12点
- ニック・ボックウィンクル&ジム・ブランゼル 8点
- リッキー・スティムボート&ディック・スレーター 8点
- ビル・ロビンソン&レス・ソントン 7点
- ザ・シーク&グレート・メフィスト 0点

内容
前年仲間割れのシークとブッチャーが別々のチームで参戦し血の抗争を展開。期待の新星リッキー・スティムボートが初来日し、リーグ戦に新風を吹き込んだ。最終戦でファンクスをリングアウトで下した馬場&鶴田が2年ぶりに優勝。なお、フロリダ地区でマネージャー・レフェリーとして活動していたタイガー服部がこのシリーズでレフェリーとして日本マットに初登場し、最終戦のブッチャー組とシーク組の公式戦などを裁いている。ソントンは現役のNWA世界ジュニアヘビー級王者だったが、タイトルマッチは行われなかった。

## 1981年大会
参加9チーム
- ブルーザー・ブロディ&ジミー・スヌーカ 12点 ※優勝
- ジャイアント馬場&ジャンボ鶴田「BJ師弟コンビ」 11点
- ドリー・ファンク・ジュニア&テリー・ファンク「ザ・ファンクス」 11点
- タイガー・ジェット・シン&上田馬之助 10点
- ハーリー・レイス&ラリー・ヘニング 8点
- ザ・シーク&マーク・ルーイン 4点
- バロン・フォン・ラシク&キラー・カール・クラップ 2点
- 天龍源一郎&阿修羅・原 2点
- 大熊元司&グレート小鹿「極道コンビ」 2点

内容
この年の春、ブッチャーが新日本プロレスへ移籍、入れ替わりにシン&上田が新日から参戦、全体的にラフファイター揃いの大会となった。この大会でシンとシークの凶悪直接対決が実現。最終戦（蔵前）でブロディ&スヌーカのセコンドとしてスタン・ハンセンが登場、場外でテリーにウエスタン・ラリアットを炸裂させてKO、孤軍奮闘のドリーからブロディがフォールを奪い、ブロディ&スヌーカが初優勝。そして試合終了後にリング上でハンセンとブロディが馬場や鶴田と乱闘を繰り広げ、ハンセンが全日参戦を表明する衝撃的な展開で幕を閉じた。なお、国際プロレス崩壊に伴い全日本に参戦した阿修羅・原が天龍とコンビを結成して初参加しているが、このときは龍原砲とは呼ばれていなかった。

## 1982年大会
参加7チーム
- ドリー・ファンク・ジュニア&テリー・ファンク「ザ・ファンクス」 9点 ※優勝
- ジャイアント馬場&ジャンボ鶴田「BJ師弟コンビ」 8点
- スタン・ハンセン&ブルーザー・ブロディ「ミラクルパワーコンビ」 8点
- ハーリー・レイス&ディック・スレーター 7点
- 天龍源一郎&阿修羅・原 5点
- リッキー・スティムボート&ジェイ・ヤングブラッド 3点
- 上田馬之助&スーパー・デストロイヤー 0点

内容
この年から全日に復帰したハンセンがブロディと「ミラクルパワーコンビ」を結成。ブロディと仲間割れしたスヌーカはレイスとのコンビで出場予定だったが、WWFでのスケジュールのため、レイスのパートナーは急遽スレーターに変更。超獣コンビは馬場&鶴田に完勝するなど好調のまま最終戦を迎え、ハンセンがテリーを場外でラリアットで倒すなどファンクスを一方的に攻めながら、2人がかりの攻撃にレフェリーが巻き込まれ反則決着となり、ファンクスが辛うじて優勝を拾った。なお、レフェリーとしてルー・テーズが登場。

### リマッチ
参加3チーム
- ブルーザー・ブロディー&スタン・ハンセン（ミラクルパワーコンビ）:8点（優勝）
- テリー・ファンク&ドリー・ファンク・ジュニア（ファンクス）:6点
- ジャイアント馬場&ジャンボ鶴田（BJ師弟コンビ）:6点

内容
翌1983年春、グランドチャンピオンカーニバル第1弾後半戦で、この大会の上位3組（ファンクス、BJ師弟コンビ、ミラクルパワーコンビ）が再戦する「10万ドル争奪世界最強タッグリマッチ」と題したリーグ戦（3チーム2回総当たり・1チーム4試合）を行い、フォール（3カウント）、ギブアップによる勝利5点、リングアウト・反則による勝利と両者時間切れ（45分）引き分けとなった場合は3点、両者リングアウト・反則による引き分けとあらゆる負けは0点の勝ち点を与えるというルールで行い、ミラクルパワーコンビが師弟コンビを最終戦で下して本大会のリヴェンジを果たす。勝利内容により勝ち点に差を付ける方式は新日本プロレスではよく見られるが、全日本プロレスではオープン選手権以来シングル・タッグともに「あらゆる勝ちが2点」方式が一般的で、このリマッチでの採用はかなり珍しい例である。

## 1983年大会
参加8チーム
- スタン・ハンセン&ブルーザー・ブロディ「ミラクルパワーコンビ」 12点 ※優勝
- ジャイアント馬場&ドリー・ファンク・ジュニア 11点
- ジャンボ鶴田&天龍源一郎「鶴龍コンビ」 11点
- タイガー・ジェット・シン&上田馬之助 6点
- ミル・マスカラス&ドス・カラス組「マスカラス・ブラザーズ」 6点
- バリー・ウインダム&ロン・フラー 4点
- 阿修羅・原&マイティ井上 2点
- ザ・モンゴリアン&鶴見五郎 0点

内容
テリーが8月31日に引退したためファンクスはコンビを解消、ドリーは馬場と新たにコンビを結成（テリーは馬場組のマネージャーとして来日）。鶴田は新たに天龍と組み「鶴龍コンビ」が誕生。優勝争いは予想通り超獣コンビと鶴龍、馬場&ドリー組の争いとなり、最終戦で馬場組はシン&上田と両軍リングアウトに終わり脱落、鶴龍コンビと超獣コンビの直接対決はハンセンが天龍をラリアットに沈め、超獣コンビが堂々の初優勝。オープンタッグ以来最終戦の会場は蔵前国技館であったが、両国国技館の再建に伴う閉鎖によりこの年が最後となった（奇しくも最後の蔵前国技館での最終公式戦で、オープンタッグ以来初めて相撲出身者が最終公式戦に出たことになる）。
終盤にはリック・フレアーが特別参加し、最終戦の蔵前大会でザ・グレート・カブキを相手にNWA世界ヘビー級王座の防衛戦を行った。

## 1984年大会
参加8チーム
- ジャンボ鶴田&天龍源一郎「鶴龍コンビ」 11点 ※優勝
- スタン・ハンセン&ブルーザー・ブロディ「ミラクルパワーコンビ」 10点
- ドリー・ファンク・ジュニア&テリー・ファンク「ザ・ファンクス」 10点
- ハーリー・レイス&ニック・ボックウィンクル「帝王コンビ」 10点
- ダイナマイト・キッド&デイビーボーイ・スミス組「ブリティッシュ・ブルドッグス」 7点
- ジャイアント馬場&ラッシャー木村 2点
- ワンマン・ギャング&鶴見五郎 2点
- タイガー・ジェット・シン&マイク・ショー 0点

内容
参加メンバーの豪華さもさることながら、内外ともに非常に話題の豊富な大会となった。新日本のMSGタッグ・リーグ戦に参加するため来日した「ブリティッシュ・ブルドッグス」が空港で全日への移籍を電撃発表し初参加。テリーが現役に復帰しファンクスが復活。レイスとニックの元世界王者・リアル帝王コンビが誕生。開幕戦当日まで「ミステリアス・パートナー」として伏せられていた馬場のパートナーは、UWFを離脱したばかりのラッシャー木村が就いたが、名古屋大会で木村の造反により戦線離脱、木村は鶴見、剛竜馬、菅原伸義と「国際血盟軍」を結成した。横浜文化体育館での優勝戦は鶴龍コンビと超獣コンビの戦いとなり、天龍がハンセンのラリアットを食らってKOされ鶴田が孤軍奮闘する展開になったが、ハンセンのレフェリー暴行による反則負けで鶴龍コンビが初優勝した。名古屋大会のメイン終了後に長州力率いるジャパンプロレス勢がリングに上がり、全日本プロレスは新しい闘いに突入した。
ワンマン・ギャングのパートナーは当初バズ・ソイヤーが予定されていたが、ソイヤーがパスポートを紛失し来日不能となり、急遽ピラタ・モルガンをパートナーに指名し開幕セレモニーに参加したものの、チームワークがうまくいかずコンビ解消、再度鶴見にパートナーを変更した。
この年から公式戦が45分1本勝負から30分1本勝負に変更。また、大会のテーマ曲としてセルジオ・メンデスの「オリンピア」（インストバージョン）を初使用（前年までの2年間は「王者の魂」）。以後、現在まで入場式や表彰式などで継続して使用されている。
また、シリーズ期間中の12月2日に大仁田厚が現役引退を発表した。

## 1985年大会
参加8チーム
- スタン・ハンセン&テッド・デビアス 7点 ※優勝
- ジャンボ鶴田&天龍源一郎「鶴龍コンビ」 6点
- 長州力&谷津嘉章「ジャパンプロレス軍」 6点
- ジャイアント馬場&ドリー・ファンク・ジュニア 6点
- ハーリー・レイス&ジェシー・バー 6点
- ダイナマイト・キッド&デイビーボーイ・スミス「ブリティッシュ・ブルドッグス」 5点
- ニック・ボックウィンクル&カート・ヘニング 5点
- ラッシャー木村&阿修羅・原「国際血盟軍」 5点

内容
長州率いるジャパンプロレスが全日に参戦。ブロディの新日転出でハンセンは新パートナーにデビアスを指名。前年はチームを結成して参加したレイスとニックはそれぞれ新鋭を帯同し参加。全公式戦中9試合が時間切れ引き分けという大混戦となり、鶴龍コンビが国際血盟軍にリングアウト負け、長州組がブルドッグスとレイス組に連日の反則負けと星を落とす中、着実に白星を重ねたハンセン組が日本武道館での最終戦で長州組と引き分け初優勝。
この年と翌年の入場式にはスポーツ行進曲が使われた。

## 1986年大会
参加9チーム
- ジャンボ鶴田&天龍源一郎「鶴龍コンビ」 10点 ※優勝
- スタン・ハンセン&テッド・デビアス 10点
- ドリー・ファンク・ジュニア&テリー・ファンク「ザ・ファンクス」 9点
- 長州力&谷津嘉章「ジャパンプロレス軍」 9点
- テリー・ゴディ&キラー・カーン 8点
- ジャイアント馬場&タイガーマスク 6点
- リック・マーテル&トム・ジンク「ザ・カンナム・コネクション」 6点
- ラッシャー木村&鶴見五郎「国際血盟軍」 4点
- スーパー・ストロング・マシーン&阿修羅・原 0点

内容
この年からカルガリーハリケーンズも全日に参戦し、参加選手の半数以上が日本人という事態となった。最終戦、まず鶴龍コンビとハンセン組が両軍リングアウトに終わり（ここでどちらかが勝っていれば最終公式戦が消化試合になっていた）、ファンクス対長州組の勝った方が優勝という状況になるが、これまた両軍リングアウトに終わり両軍は脱落。優勝は史上初の同点決勝（時間無制限一本勝負）に委ねられ、リングアウトでハンセン組を退けた鶴龍が勝ち2年ぶりの頂点に。しかしその後鶴龍コンビは発展的解消し、これが最後の優勝となった。

## 1987年大会
参加12チーム
- ジャンボ鶴田&谷津嘉章「五輪コンビ」 15点 ※優勝
- スタン・ハンセン&テリー・ゴディ「ニュー・ミラクルパワーコンビ」 14点
- ブルーザー・ブロディ&ジミー・スヌーカ 14点
- ドリー・ファンク・ジュニア&テリー・ファンク「ザ・ファンクス」 14点
- 天龍源一郎&阿修羅・原「龍原砲」 14点
- アブドーラ・ザ・ブッチャー&TNT 12点
- ジャイアント馬場&輪島大士 11点
- タイガーマスク&仲野信市 6点
- ザ・グレート・カブキ&ジョン・テンタ 6点
- トム・ジンク&ザ・ターミネーター 2点
- マーク・ヤングブラッド&クリス・ヤングブラッド「ザ・ヤングブラッズ / レネゲード・ウォリアーズ」 2点
- ラッシャー木村&鶴見五郎組 2点

内容
長州が新日本プロレスに復帰、天龍が原と「天龍同盟」を結成した激動の1年を締めくくる今大会には史上最多の12チームが参加。ブッチャー、ブロディが全日にカムバックし、さらに当初カーネル・デビアーズと発表されていたブロディのパートナーが開幕前日に、これまた全日復帰のスヌーカに変更。天龍&原が「龍原砲」として5年ぶりに参加、鶴龍コンビを解消した鶴田は宙に浮いていた谷津と「五輪コンビ」を結成。元横綱の輪島が初参戦。開幕第2戦でハンセン組とブロディ組が対戦するなど、第10回記念にふさわしく話題満載の大会となった。5チームによる優勝争いとなり、最終戦の日本武道館大会で龍原砲とハンセン組が両軍リングアウトで脱落、ブロディ組を下した五輪コンビが優勝。
シリーズ期間中にハル薗田が南アフリカ航空295便墜落事故の犠牲となり、最終戦で追悼のテンカウントゴングが行われた。

## 1988年大会
参加11チーム
- スタン・ハンセン&テリー・ゴディ「ニュー・ミラクルパワーコンビ」 17点 ※優勝
- ジャンボ鶴田&谷津嘉章「五輪コンビ」 16点
- ジャイアント馬場&ラッシャー木村「義兄弟コンビ」 15点
- 天龍源一郎&川田利明「天龍同盟」 14点
- アブドーラ・ザ・ブッチャー&タイガー・ジェット・シン 「最凶悪コンビ」14点
- ダニー・スパイビー&ジョニー・エース「ブロンド・ボンバーズ」 10点
- ザ・グレート・カブキ&輪島大士 7点
- タイガーマスク&ジミー・スヌーカ 7点
- ジョン・テンタ&高野俊二 4点
- ディック・スレーター&トミー・リッチ 0点
- クラッシャー・ブラックウェル&フィル・ヒッカーソン 0点

内容
馬場&木村の「義兄弟コンビ」が誕生。7月にブロディが急逝し、パートナーを失ったスヌーカがタイガーマスクとコンビを結成。79年オールスター戦以来のタッグ結成となるブッチャーとシンの最凶悪コンビが参加（シリーズを通しての参加は初）。リーグ開幕戦に私生活上の問題による原の解雇が発表され、天龍のパートナーとして川田が初参加。最終戦では川田が狙い撃ちにされ、孤立した天龍をラリアットでKOしたハンセン&ゴディ組が優勝。
この年統一された世界タッグ王座のベルトを当時王者の鶴田&谷津が返上。優勝チームのハンセン&ゴディが新王者となる。この「リーグ戦開幕直前に王者チームがベルト返上→リーグ戦優勝チームが新王者」の形式は以後1994年まで慣例となる。
第1回大会からテリーまたは馬場とのタッグで連続出場していたドリーが不参加となり、第1回からの連続出場選手が馬場と鶴田だけとなった。
なお、この大会に参加していた輪島はシリーズ終了後、石川敬士と共に退団、現役を引退した。

## 1989年大会
参加10チーム
- スタン・ハンセン&天龍源一郎「龍艦砲」 18点 ※優勝
- ジャンボ鶴田&谷津嘉章「五輪コンビ」 16点
- ジャイアント馬場&ラッシャー木村「義兄弟コンビ」 14点
- ダイナマイト・キッド&デイビーボーイ・スミス「ブリティッシュ・ブルドッグス」 12点
- アブドーラ・ザ・ブッチャー&タイガー・ジェット・シン「最凶悪コンビ」 10点
- ダニー・クロファット&ダグ・ファーナス「カンナム・エクスプレス」 7点
- テリー・ゴディ&ビル・アーウィン 6点
- 川田利明&サムソン冬木「フットルース」 3点
- ザ・グレート・カブキ&高野俊二 2点
- ブライアン・ノッブス&ジェリー・セガノビッチ「ナスティ・ボーイズ」 2点

内容
原を失った天龍はハンセンとコンビを結成。強力なパートナーを得た天龍は馬場から日本人初のピンフォールを奪うなど絶好調で、五輪コンビと共に全勝で最終戦の直接対決へ。満身創痍の谷津は頭部にヘッドギアを付けて健闘したが天龍の延髄斬り、ハンセンのラリアットを立て続けに食らいKO。ハンセン&天龍が初優勝。

## 1990年大会
参加13チーム
- テリー・ゴディ&スティーブ・ウィリアムス「殺人魚雷」 21点 ※優勝
- スタン・ハンセン&ダニー・スパイビー 20点
- ジャンボ鶴田&田上明「鶴田軍」 17点
- 三沢光晴&川田利明「超世代軍」 17点
- ドリー・ファンク・ジュニア&テリー・ファンク「ザ・ファンクス」 17点
- ジャイアント馬場&アンドレ・ザ・ジャイアント「大巨人コンビ」 13点
- アブドーラ・ザ・ブッチャー&ジャイアント・キマラ2 12点
- ジョニー・エース&小橋健太 10点
- ダイナマイト・キッド&ジョニー・スミス組「ニュー・ブリティッシュ・ブルドッグス」 10点
- スカイウォーカー・ナイトロン&ブレイド・ブッチ・マスターズ「ザ・ランド・オブ・ジャイアンツ」 6点
- ラッシャー木村&マイティ井上 4点
- ディック・スレーター&ジョー・ディートン 4点
- ダグ・ファーナス&リッキー・サンタナ 2点

内容
この年、天龍・谷津ら多数のレスラーが退団し新団体SWSに参加する衝撃的な出来事が発生。残留選手の中でもタイガーマスクが試合中に覆面を脱ぎ、本名の「三沢光晴」となって高校レスリング部時代の後輩・川田らと「超世代軍」を結成し鶴田に反旗を翻すなど勢力図が激変した。この年のリーグには、他にも谷津のSWS移籍で解散した五輪コンビに代わり結成された鶴田&田上や、外国勢でもこの年の結成早々に世界タッグ王座を奪取し台頭したゴディ&ウィリアムスの「殺人魚雷」コンビなど、新鮮な顔ぶれが目立った。リーグ前半戦では、この年の東京ドーム大会で結成された馬場&アンドレの「大巨人コンビ」が「殺人魚雷」からピンフォールを奪うなど全勝の快進撃を続けたが、ファンクス戦で馬場が左大腿骨亀裂骨折の重傷を負い以後欠場・全戦不戦敗となってリタイヤ。優勝を決める最終戦ではウイリアムスが残り1秒でハンセンからフォールを奪う劇的な勝利で「殺人魚雷」が初出場初優勝を飾った。

## 1991年大会
参加13チーム
- テリー・ゴディ&スティーブ・ウィリアムス「殺人魚雷」 21点 ※優勝/連覇
- ジャイアント馬場&アンドレ・ザ・ジャイアント「大巨人コンビ」 20点
- ジャンボ鶴田&田上明「鶴田軍」 20点
- スタン・ハンセン&ダニー・スパイビー 20点
- 三沢光晴&川田利明「超世代軍」 19点
- アブドーラ・ザ・ブッチャー&ジャイアント・キマラ2 14点
- ドリー・ファンク・ジュニア&アル・ペレス 8点
- ダグ・ファーナス&ダニー・クロファット「カンナム・エクスプレス」 8点
- ジョー・ディートン&ビリー・ブラック 8点
- ダイナマイト・キッド&ジョニー・スミス「ニュー・ブリティッシュ・ブルドッグズ」 6点
- ラッシャー木村&マイティ井上 4点
- 小橋健太&菊地毅「超世代軍」 4点
- ジョニー・エース&サニー・ビーチ 4点

内容
上位陣の構成はほぼ昨年と同様ながら、大巨人コンビの全戦完走と日本人若手勢の成長により優勝戦線はよりスリリングなものとなった。成長著しい三沢&川田が優勝を懸けて最終戦に臨んだものの、この野望を打ち砕いた殺人魚雷コンビがリーグ戦史上初の2連覇を達成した。なお最終戦当日に突如ダイナマイト・キッドが引退を表明し、ファンを驚かせた。鶴田は翌年秋に重度の内臓疾患による長期欠場に入ったため結果的にこの年が最後の出場となったほか、アンドレもコンディション不良のためリーグ戦出場はこの年で最後となった（翌92年はシリーズには参戦したものの93年１月に死去）

## 1992年大会
参加11チーム
- 三沢光晴&川田利明「超世代軍」 18点 ※優勝
- テリー・ゴディ&スティーブ・ウィリアムス「殺人魚雷」 17点
- スタン・ハンセン&ジョニー・エース 17点
- ジャイアント馬場&小橋健太 16点
- 田上明&秋山準「鶴田軍」 12点
- アブドーラ・ザ・ブッチャー&ジャイアント・キマラ2 6点
- ダグ・ファーナス&ダニー・クロファット組「カンナム・エクスプレス」 6点
- パトリオット&ジ・イーグル 6点
- ジョー・ディートン&ビリー・ブラック 4点
- ダニー・スパイビー&ケンドール・ウインダム 4点
- ドリー・ファンク・ジュニア&菊地毅 4点

内容
馬場はアンドレに代わるパートナーに小橋を指名し「親子タッグ」を結成。ハンセンのパートナーがジョニー・エースに変わったほか、鶴田の欠場により田上のパートナーとしてデビュー直後の秋山が初参戦するなど昨年から勢力図が大きく塗り替えられた。3チームがトップで並び最終戦を迎えたが、ハンセン組と殺人魚雷が時間切れ引き分けに終わり脱落し、田上組を下した三沢組が初優勝を果たした。前述の通りアンドレはリーグ戦には出場しなかったものの全戦参加したが、このシリーズが生涯最後の来日となった。また、最終戦でアンドレと6人タッグで対戦した大熊元司もシリーズ終了後に急逝している。

## 1993年大会
参加8チーム
- 三沢光晴&小橋健太組「超世代軍」 13点 ※優勝
- スタン・ハンセン&ジャイアント馬場「巨艦砲」 12点
- 川田利明&田上明「聖鬼軍」 11点
- スティーブ・ウィリアムス&ビッグ・ブーバー 8点
- ダニー・スパイビー&ジョニー・エース「ブロンド・ボンバーズ」 4点
- ダグ・ファーナス&ダニー・クロファット「カンナム・エクスプレス」 4点
- パトリオット&ジ・イーグル「愛国仮面タッグ」 4点
- トレイシー・スマザーズ&リチャード・スリンガー 0点

内容
この年の途中に超世代軍を離脱した川田は田上と結成した「聖鬼軍」で初の最強タッグに臨んだ。また、この年の夏に体調を崩して以来来日の途絶えたゴディに代わり、ブーバーがウィリアムスのパートナーに抜擢された。前のシリーズで7年ぶりのコンビ再結成を果たし、聖鬼軍からいきなり世界タッグ王座を奪取したハンセン&デビアスが優勝候補と目されていたが、リーグ戦序盤でデビアスが怪我のため緊急帰国。ハンセンに「パートナーを変更した上での公式戦のやり直し」が認められたため、今大会からリーグ戦不出場を決めていた馬場をパートナーに指名した。ファンの絶大な支持を受けたハンセン&馬場は急造タッグとは思えない大健闘を見せたものの一歩及ばず。最終戦で聖鬼軍を下した三沢&小橋が初優勝を果たした。

## 1994年大会
参加10チーム
- 三沢光晴&小橋健太「超世代軍」 16点 ※優勝/連覇
- スタン・ハンセン&ジャイアント馬場「巨艦砲」 15点
- 川田利明&田上明「聖鬼軍」 15点
- スティーブ・ウィリアムス&ジョニー・エース「殺人狼コンビ」 14点
- ダグ・ファーナス&ダニー・クロファット「カンナム・エクスプレス」 10点
- 秋山準&大森隆男「あすなろタッグ」 8点
- アブドーラ・ザ・ブッチャー&ジャイアント・キマラ2 6点
- ドリー・ファンク・ジュニア&ジョニー・スミス 2点
- ダニー・スパイビー&ジム・スティール 2点
- ジ・イーグル&ザ・ファルコン 2点

内容
前年の3強に、エースを新パートナーに据えたウイリアムスを加えた優勝争いは最終戦を前にハンセン&馬場が脱落。最終戦で先に三沢がウイリアムス&エースを破り、聖鬼軍の結果待ちとなったが、その聖鬼軍がハンセン&馬場に敗れ、三沢&小橋が2連覇。
慣例となっていたリーグ戦開幕直前の世界タッグ返上について「ずっと積み重ねてきた防衛記録が途絶えてしまうのは割り切れない」と三沢が異議を唱えたが、この年は例年通り返上の形をとった。

## 1995年大会
参加10チーム
- 三沢光晴&小橋健太「超世代軍」 16点 ※優勝/3連覇
- 川田利明&田上明「聖鬼軍」 16点
- スタン・ハンセン&ゲーリー・オブライト 15点
- パトリオット&ジョニー・エース 13点
- ジャイアント馬場&本田多聞 10点
- ダグ・ファーナス&ダニー・クロファット組「カンナム・エクスプレス」 6点
- 秋山準&大森隆男「あすなろタッグ」 4点
- ドリー・ファンク・ジュニア&渕正信 4点
- アブドーラ・ザ・ブッチャー&ジャイアント・キマラ2 4点
- ジョニー・スミス&ロブ・ヴァン・ダム 2点

内容
この大会より、リーグ戦上位2チームによる優勝決定戦方式が採用された。ハンセンの新パートナーとしてUWFインターナショナルから転出したオブライトが初参戦した。三沢&小橋と川田&田上が同点での優勝決定戦が行われ、小橋がムーンサルトプレスで田上をフォールして三沢&小橋が史上初の3連覇を果たした。
また、この年からリーグ戦開幕直前の世界タッグ王座返上制度が廃止され、リーグ戦優勝チームが世界タッグ王座に就くことは無くなった。

## 1996年大会
参加7チーム
- 川田利明&田上明「聖鬼軍」 17点 ※優勝
- 三沢光晴&秋山準「超世代軍」 17点
- 小橋健太&パトリオット 16点
- スティーブ・ウィリアムス&ジョニー・エース「殺人狼コンビ」 16点
- スタン・ハンセン&大森隆男 6点
- ゲーリー・オブライト&サブゥー 6点
- ジャイアント・キマラ&泉田純 6点

内容
この大会以降、馬場は不参加となる。参加チームが少ないこともあり、この大会は過酷な総当り2回戦制で行われた。最後までもつれる展開となり川田&田上と三沢&秋山で優勝決定戦が行われた。田上が秋山に場外への「ノド輪落とし」を決めKOすると、孤立した三沢を二人がかりで攻め最後はパワーボムの連発で川田が三沢をピンフォール。川田&田上が悲願の初優勝。

## 1997年大会
参加10チーム
- 川田利明&田上明「聖鬼軍」 15点 ※優勝/連覇
- 三沢光晴&秋山準「超世代軍」 15点
- 小橋健太&ジョニー・エース「G.E.T」 14点
- スティーブ・ウィリアムス&ゲーリー・オブライト「T.O.P」 14点
- ウルフ・ホークフィールド&ジョニー・スミス 10点
- スタン・ハンセン&ボビー・ダンカン・ジュニア 6点
- 大森隆男&本田多聞「あすなろタッグ」 4点
- ジャイアント・キマラ&泉田純 4点
- バリー・ウインダム&ジャスティン・ブラッドショー「ニュー・ブラックジャックス」 4点
- ハヤブサ&新崎人生 4点

内容
ハヤブサ&人生が初参戦。バーチャファイターのキャラクター「ウルフ」に変身したラクロスとスミスのコンビが開幕2連戦で三沢組とウィリアムス組相手に連日の時間切れ引き分けを演じ台風の目に。優勝決定戦の末、川田&田上組が2連覇。

## 1998年大会
参加8チーム
- スタン・ハンセン&ベイダー「不沈皇帝」 14点
- 小橋健太&秋山準「バーニング」 11点 ※優勝
- 川田利明&田上明「聖鬼軍」 10点
- ジョニー・エース&バート・ガン「ムーブメント」 8点
- 三沢光晴&小川良成「アンタッチャブル」 7点
- 大森隆男&高山善廣 2点
- ゲーリー・オブライト&ジャイアント・キマラ2 2点
- ヘッドハンターA&ヘッドハンターB「ザ・ヘッドハンターズ」 2点

内容
ベイダー、小川、高山が初参戦。ハンセン&ベイダーが7戦全勝と圧倒的な強さを見せ付けたが、2位に滑り込んだ小橋&秋山との優勝決定戦で、小橋がハンセンをラリアットで沈め逆転優勝。大森と高山が初タッグチームで出場、翌年「ノーフィアー」結成となる。このシリーズの終盤に体調を崩した馬場はシリーズ終了後に入院、翌年1月31日に肝不全のため帰らぬ人となる。

## 1999年大会
参加8チーム
- スタン・ハンセン&田上明 11点
- 小橋健太&秋山準「バーニング」 10点 ※優勝/連覇
- 三沢光晴&小川良成「アンタッチャブル」 9点
- ベイダー&ジョニー・スミス 9点
- ジョニー・エース&マイク・バートン「ムーブメント」 9点
- 大森隆男&高山善廣「ノーフィアー」 4点
- ゲーリー・オブライト&ウルフ・ホークフィールド「復活T.O.Pタッグ」 2点
- 本田多聞&井上雅央 2点

内容
馬場の没後、三沢体制で迎えた最初で最後の最強タッグとなった。川田の負傷欠場により、田上はハンセンとコンビを結成。ハンセン&田上と小橋&秋山の優勝決定戦は、秋山が「リストクラッチ式エクスプロイダー」で田上を下して2連覇。小橋は異なるパートナーと共に連覇を果たした最初の選手となった。なお、本大会に参加したオブライトは翌年1月に急死したため、これが最後の来日となった。

## 2000年大会
参加8チーム
- スティーブ・ウィリアムス&マイク・ロトンド「バーシティ・クラブ21」 10点 ※優勝
- 川田利明&渕正信 10点
- 太陽ケア&ジョニー・スミス 10点
- マイク・バートン&ジム・スティール 10点
- 天龍源一郎&荒谷信孝「WAR軍」 6点
- バリー・ウインダム&ケンドール・ウインダム「ウインダム・ブラザーズ」 6点
- 垣原賢人&長井満也「チーム・ストロングズ」 2点
- 藤原喜明&ダニー・クロファット 2点

内容
「プロレスリング・ノア」を旗揚げした三沢ら大量のレスラーが離脱。全日に残留したのは川田や渕などごく少数で、天龍が全日マットに久しぶりに上がる等、他団体からも多数参加した大会となった。バーシティ・クラブ21とウインダム兄弟以外は全チームが初めてのタッグ結成となった。大激戦となり、同点4チームによる優勝決定トーナメントの末にバーシティ・クラブ21が優勝した。

## 2001年大会
参加8チーム
- 武藤敬司&太陽ケア「BATT」 10点 ※優勝
- 川田利明&長井満也 10点 ※準優勝
- 天龍源一郎&冬木弘道「WAR軍」 10点
- ロン・ハリス&ドン・ハリス「ザ・ハリス・ブラザーズ」 10点
- スティーブ・ウィリアムス&マイク・ロトンド「バーシティ・クラブ21」 6点
- 嵐&北原光騎「WAR軍」 4点
- 安生洋二&ジョニー・スミス 3点
- ジョージ・ハインズ&バンピーロ 3点

内容
この年の1月の東京ドーム大会で全日本初登場、6月には天龍から三冠ヘビー級王座を獲得した新日本プロレスの武藤が初参戦。同点4チームによる優勝決定トーナメントの末に武藤&太陽ケアが初優勝。

## 2002年大会
参加8チーム
- 小島聡&太陽ケア「コジケア」 11点 ※優勝
- 武藤敬司&アニマル・ウォリアー 10点
- 天龍源一郎&ビッグ・ジョン・テンタ「WAR軍」 10点
- スティーブ・ウィリアムス&マイク・ロトンド「バーシティー・クラブ21」 9点
- 大谷晋二郎&田中将斗「炎武連夢」 8点
- 安生洋二&長井満也 4点
- 嵐&荒谷信孝「WAR軍」 2点
- マイク・アッサム&PJフリードマン 2点

内容
この年、武藤、カズ・ハヤシ、ケンドー・カシンと共に全日に移籍した小島が初参戦。またZERO-ONEから大谷&田中の「炎武連夢」が参戦。最終戦で炎武連夢を下した小島&太陽ケアが初優勝を果たすがこの試合でケアが右膝前十字靭帯断裂の重傷を負い、以後長期欠場。

## 2003年大会
参加7チーム
- 小島聡&カズ・ハヤシ「コジカズ」 8点 ※優勝
- ジャマール&ジャスティン・クレディブル「RO&D」 8点 ※準優勝
- 武藤敬司&嵐 7点
- 川田利明&荒谷信孝 7点
- TAKAみちのく&ディーロ・ブラウン「RO&D」 6点
- ギガンテス&ブキャナン「RO&D」 6点
- ラ・パルカ・オリジナル&パルカ・ゲレーラ「Wパルカ」 0点

内容
TAKAみちのく率いる「RO&D」が初参戦。優勝決定戦でカズ・ハヤシが「ファイナル・カット」でクレディブルをフォールして小島&カズが初優勝した。最終戦終了後に参戦していたギガンテスが急死するというショッキングなニュースがあった。

## 2004年大会
参加10チーム
Aブロック
- 小島聡&カズ・ハヤシ「コジカズ」 6点 ※準優勝
- 武藤敬司&西村修 5点
- ブキャナン&ディー・ロウ・ブラウン「RO&D」 5点
- GREAT MUTA&ラブ・マシン・スティール「ラブマシンズ」 4点
- 本間朋晃&諏訪間幸平 0点

Bブロック
- 太陽ケア&ジャマール「RO&D」 5点 ※優勝
- 川田利明&長井満也 5点
- 佐々木健介&中嶋勝彦「健介ファミリー」 4点
- スーパー・ラブ・マシン&ラブ・マシン・ストーム「ラブマシンズ」 4点
- 荒谷望誉&平井伸和 0点

内容
優勝決定戦でケア&ジャマール組小島&カズを下して初優勝。

## 2005年大会
参加10チーム
Aブロック
- 武藤敬司&曙「武藤部屋」 6点 ※準優勝
- 太陽ケア&ジャマール「RO&D」 4点
- 諏訪間幸平&雷陣明 4点
- 嵐&AKIRA 2点
- TARU&ジャイアント・バーナード「VOODOO-MURDERS」 2点

Bブロック
- ババ・レイ&ディーボン組「チーム3D」 8点 ※優勝
- 小島聡&カズ・ハヤシ「コジカズ」 4点
- 佐々木健介&中嶋勝彦「健介ファミリー」 4点
- ブキャナン&ディー・ロウ・ブラウン「RO&D」 4点
- 近藤修司&"brother"YASSHI「VOODOO-MURDERS」 0点

内容
曙が初参戦。優勝決定戦でチーム3Dが武藤&曙組を下し全勝で初優勝。

## 2006年大会
参加7チーム
- 諏訪魔&RO'Z「VOODOO-MURDERS」 9点 ※準優勝
- 武藤敬司&川田利明「MK砲」 8点
- 小島聡&天山広吉「テンコジ」 8点 ※優勝
- ディーロ・ブラウン&ブキャナン「VOODOO-MURDERS RO&D裏切り組」 6点
- 太陽ケア&TAKAみちのく「元RO&D」 5点
- カズ・ハヤシ&中嶋勝彦 5点
- 鈴木みのる&NOSAWA論外「みのる軍団」 1点

内容
最終戦の時点で鈴木&NOSAWAを除く6チームに優勝決定戦進出の可能性がある大混戦となった。久々の復活を果たした天コジが武藤&川田とVMを破って初優勝。

## 2007年大会
参加8チーム
- 武藤敬司&ジョー・ドーリング「日米師弟タッグ」 11点 ※優勝
- 小島聡&諏訪魔組「VOODOO-MURDERS」 10点 ※準優勝
- 佐々木健介&川田利明「KK砲」 10点
- アブドーラ・ザ・ブッチャー&鈴木みのる 8点
- 西村修&渕正信 7点
- 太陽ケア&ハワイアン・ライオン 6点
- 荒谷望誉&大鷲透 2点
- TARU&ゾディアック「VOODOO-MURDERS」 0点

内容
小島&諏訪魔組と健介&川田組が同点決勝の末、小島組が勝利して開幕戦のメインと同じカードで決勝戦。開幕戦で勝利した武藤&ドーリング組が返り討ちにして優勝を決めた。武藤は春季の個人戦最強決定戦「チャンピオン・カーニバル」にも優勝しており、春秋の「本場所」2冠を獲得したことになる。

## 2008年大会
参加8チーム
- 小島聡&天山広吉 「テンコジ」 9点 ※優勝
- 諏訪魔&近藤修司組「ディストラクション」 9点 ※準優勝
- 太陽ケア&鈴木みのる 「GURENTAI」 8点
- ゾディアック&ジョー・ドーリング組「VOODOO-MURDERS ブードゥー・タワーズ」 8点
- 武藤敬司&浜亮太 6点
- 西村修&カズ・ハヤシ」 6点
- 真田聖也&征矢学 「es（エス）」 4点
- TARU&ヘイト 4点

内容
直前に行われた「G1 TAG LEAGUE」に続く制覇を狙う小島&天山だったが、諏訪魔&近藤との公式戦で小島が近藤にフォールされ出遅れる。しかしトップを走っていたゾディアック&ドーリング組が、ゾディアックの急性腹膜炎でリタイヤしたこともあり優勝決定戦に進出。諏訪魔&近藤との再戦となった優勝戦では小島が近藤をフォールし、雪辱を果たした天コジが2年ぶり2度目の優勝、史上初の全日本・新日本両団体でのタッグリーグ制覇を達成した。

## 2009年大会
参加9チーム
- 武藤敬司&船木誠勝「新日本プロレス同期タッグ」 11点 ※優勝
- 諏訪魔&河野真幸「新世代軍」 11点 ※準優勝
- 太陽ケア&鈴木みのる「GURENTAI」 10点
- 長州力&征矢学 10点
- 小島聡&ゾディアック「F4」 8点
- 曙&浜亮太「SMOP（スーパー・メガトン大相撲パワーズ）」 8点
- 高山善廣&NOSAWA論外「GURENTAI」 6点
- 西村修&真田聖也 4点
- TARU&ジョー・ドーリング「VOODOO-MURDERS」 4点

内容
史上初めて開幕戦を海外（台湾）で行った今大会は、8月にプロレスに復帰した船木が初出場、また長州も23年ぶりに出場した一方で、シリーズ中盤から真田、ドーリング、そして小島が次々とインフルエンザにかかり戦線離脱するなど波乱のリーグ戦となった。優勝戦は船木が諏訪魔のジャーマン・スープレックスを受け場外に転落し、その間1対2の状況を強いられた武藤が一瞬のフランケンシュタイナーで河野を押さえ、逆転で武藤&船木組が優勝。

## 2010年大会
参加9チーム
- KENSO&KONO「VOODOO-MURDERS」 12点 ※優勝
- 諏訪魔&浜亮太「NEW GENERATION FORCE（新世代軍）」 11点 ※準優勝
- 船木誠勝&鈴木みのる「超党派軍」 11点
- 太陽ケア&曙「超党派軍」 10点
- ダーク・オズ&ダーク・クエルボ「ブラック・ファミリー」 8点
- 真田聖也&征矢学「es」 7点
- TARU&レネ・デュプリ「VOODOO-MURDERS」 6点
- 西村修&ジョー・マレンコ 5点
- 本田多聞&菊地毅「チーム頑」 2点

内容
4月に右ヒザを手術した武藤はチャンピオン・カーニバルに続き不参加。優勝戦はVMのKENSO&KONOと、優勝戦進出決定戦で船木&鈴木を破った諏訪魔&浜の対戦となったが、試合終盤にVMの乱入でダメージを受けた浜を、10月に新世代軍を離脱しVM入りした河野改めKONOがジャイアント・ニードロップで沈め、KENSO&KONOが優勝した。一方の諏訪魔はまたしても優勝戦で涙を呑み、これで5年連続の準優勝となった。

## 2011年大会
参加10チーム
- 船木誠勝&河野真幸「STACK OF ARMS」 12点 ※準優勝
- 真田聖也&KAI 11点 ※優勝
- 曙&浜亮太「SMOP」 10点
- 大森隆男&征矢学「GET WILD」 10点
- 関本大介&岡林裕二（大日本プロレス・ストロングBJ） 10点
- ビッグ・ダディ&ジョー・ドーリング「VOODOO-MURDERS」 10点
- 金本浩二&田中稔「ジュニア・スターズ」 8点
- 太陽ケア&渕正信「王道継承タッグ」 7点
- 諏訪魔&征矢匠「新ディストラクション」 6点
- KENSO&カズ・ハヤシ「TEAM ビチッと!」 6点

内容
1か月前の両国大会で管理する4つの王座が全て他団体に流出するという異常事態の中で迎えたこの大会は、アジアタッグ新王者組の関本組が真っ先に参戦を表明する一方で、世界タッグ新王者組のオズ&クエルボ組が出場を拒否、さらにシリーズ期間中にTARUとMAZADAが逮捕されるなど、異例の事態が続いた。5チームが10点で並ぶという混戦で迎えた横浜文化体育館での最終戦は、SMOPを下した船木組と、関本組を破った真田組が優勝戦で激突、KAIが河野からスプラッシュプランチャで勝利し、シングルのリーグ戦で活躍した若手2人のコンビが初優勝を果たした。

## 2012年大会
参加10チーム
Aブロック
- 大森隆男&征矢学「GET WILD」 7点 ※優勝
- 船木誠勝&河野真幸「STACK OF ARMS」 6点
- 本間朋晃&宮本和志「ターメリック・ストーム」 4点
- 太陽ケア&真田聖也 3点
- KENSO&ザ・グレート・サスケ「TEAM ビチッと!」 0点

Bブロック
- 諏訪魔&ジョー・ドーリング「LAST REVOLUTION」 6点 ※準優勝
- 金本浩二&田中稔「ジュニア・スターズ」 5点
- 曙&浜亮太「SMOP」 4点
- 関本大介&岡林裕二（大日本プロレス・ストロングBJ） 3点
- バンビ・キラー&フランツ・ダイナマイト 2点

内容
大会前にGET WILDが世界タッグ王座を返上、1989年の天龍&ハンセン組と1994年の三沢&小橋組に続いて3組目となる「世界タッグ返上&再戴冠」を目指すと宣言。GET WILDは無敗でAブロック1位となり、混戦を制しBブロック1位となった諏訪魔&ドーリング組と優勝戦で対戦、直前の公式戦で負傷した征矢が捕まる展開となるが、耐え抜いた征矢は大森のアックスボンバーに続いてワイルドボンバーをドーリングに決めフォール勝ち、最強タッグ初優勝を果たし世界タッグも奪還した。一方諏訪魔は6度目の正直もならず、6度目の準優勝となった。

## 2013年大会
参加8チーム
- 諏訪魔&ジョー・ドーリング「Evolution」 11点 ※優勝
- 潮崎豪&宮原健斗「XCEED」 10点 ※準優勝
- 秋山準&大森隆男「ワイルド・バーニング」 9点
- 曙&金丸義信 8点
- ジェームス・ライディーン&マイバッハβ 「NWF」8点
- ダーク・オズ&ダーク・クエルボ（AAA）「ブラック・ファミリー」4点
- KENSO&ディーロ・ブラウン「ダーク・キングダム」 2点
- 鈴木鼓太郎&青木篤志「XCEED」 2点

内容
2月にノアを離脱した「バーニング」が参戦、6月末にWRESTLE-1勢が大量離脱するなど、大幅に陣容が入れ替わった全日本を象徴するように、半数近くの7選手が初出場という顔ぶれとなった。4チームの優勝争いとなり、リーグ戦最終日に18年ぶり出場の秋山&大森組がKENSO組と両軍リングアウトとなり脱落、曙組との直接対決を制した諏訪魔&ドーリング組と、バーニングを離脱した潮崎とダイヤモンド・リングからフリーとなった宮原のコンビが優勝戦に進出。新体制後初の札止めとなった優勝戦は諏訪魔が宮原をラストライドで沈め、前年度準優勝の諏訪魔&ドーリング組が初優勝、諏訪魔は10度目の出場で悲願の初優勝となった。

## 2014年大会
参加8チーム
- 潮崎豪&宮原健斗「XCEED」 10点 ※準優勝
- 秋山準&大森隆男「ワイルド・バーニング」 9点 ※優勝
- 諏訪魔&ジョー・ドーリング「Evolution」 8点
- 曙&吉江豊「巨漢タッグ」 8点
- ゼウス&ボディガー「ザ・ビッグガンズ」 8点
- 青木篤志&佐藤光留「変態自衛隊」 5点
- KENSO&長井満也「ダーク・キングダム」 4点
- 真霜拳號&タンク永井「凶月」 4点

## 2015年大会
参加7チーム
- 諏訪魔&宮原健斗 8点 ※優勝
- ゼウス&ボディガー「ザ・ビッグガンズ」 8点 ※準優勝
- 秋山準&大森隆男「ワイルド・バーニング」 6点
- 西村修&KENSO 6点
- 吉江豊&入江茂弘 6点
- 石川修司&星誕期 6点
- 野村直矢&青柳優馬「ノムヤギ」 2点

内容
開幕を前に潮崎、曙、鈴木、金丸が次々と退団し、若手の野村と青柳が出場メンバーに名を連ねるなど苦しい陣容での開催となった。パートナーの潮崎を失った宮原は、それまで敵対していた諏訪魔とコンビを結成、常に仲間割れの危険を孕みつつ勝ち星を重ねる。一方二度目の出場となったビッグガンズは連敗スタートから盛り返し、最終戦の大阪大会では地元の声援の後押しを受け諏訪魔組を下し同点で首位に並ぶ。両チームの再戦となった優勝戦は諏訪魔組が雪辱し優勝を果たすが、直後に諏訪魔が宮原に暴行を加え、ついに仲間割れという後味の悪い幕切れとなってしまった。

## 2016年大会
参加12チーム
Aブロック
- 宮原健斗&ジェイク・リー「NEXTREAM」 8点 ※準優勝
- 諏訪魔&青木篤志「Evolution」6点
- 真霜拳號&タンク永井「凶月」 6点
- 西村修&吉江豊 4点
- 崔領二&不動力也「プロレスリングLAND'S END」 4点
- 長井満也&ブラック・タイガーVII「DARK NIGHTMARE」 2点

Bブロック
- 大森隆男&征矢学「GET WILD」 10点 ※優勝
- 秋山準＆ケンドー・カシン 8点
- ゼウス＆ボディガー「ザ・ビッグガンズ」 6点
- 野村直矢＆青柳優馬「ノムヤギ」 2点
- スーパータイガー&佐藤光留「Evolution」 2点
- 土肥孝司&熊ゴロー（WRESTLE-1） 2点

内容
開幕前の会見では、直前の両国国技館大会での因縁から諏訪魔が宮原につかみかかるなど波乱を感じさせる幕開けとなった。しかし、蓋を開けてみればGroup BはGET WILDが快進撃を見せ、両国大会で敗れた秋山＆カシン組や、世界タッグ王者のザ・ビッグガンズを次々と下して決勝進出。決勝戦では宮原&ジェイク組との対戦となり、大森が三冠王者の宮原からピンフォールを奪い優勝。1989年大会、2005年大会に続く3組目の全勝優勝を達成した。

## 2017年大会
参加10チーム
- 諏訪魔＆石川修司「暴走大巨人」 12点 ※優勝
- 橋本大地＆神谷英慶「大神」（大日本プロレス） 12点 ※準優勝
- 宮原健斗＆ヨシタツ「ヨシケン」 10点
- 秋山準＆大森隆男「ワイルド・バーニング」 10点
- 野村直矢＆青柳優馬「ノムヤギ」 10点
- ジョー・ドーリング＆太陽ケア 10点
- ゼウス＆ボディガー「ザ・ビッグガンズ」 8点
- TAJIRI＆KAI 6点
- 征矢学＆ブラック・タイガーVII 6点
- 崔領二＆将火怒 6点

内容
当初は関本＆岡林組の出場が発表されていたが、岡林が右肩を脱臼したため11月9日の全日本・後楽園ホール大会で大日本代表チーム決定戦が行われ、最侠タッグ優勝チームの橋本＆神谷組（大神）が関本＆野村卓矢組を下し出場権を獲得した。リーグ戦は5チームが勝ち点10で並ぶ大混戦で最終戦を迎えたが、ドーリング組が秋山組に敗れ脱落、野村直組を破った大神と宮原組を下した諏訪魔組が勝ち上がり優勝決定戦へ。決定戦は石川が神谷をジャイアントスラムでフォールし、途中仲間割れの危機を乗り切った諏訪魔組が優勝。

## 2018年大会
参加11チーム
- ジョー・ドーリング＆ディラン・ジェイムス「ザ・ボンバー」 14点 ※優勝
- 諏訪魔＆石川修司「暴走大巨人」 12点 ※準優勝
- 秋山準＆関本大介 12点
- 真霜拳號＆KAI 12点
- パロウ＆オディンソン「The End」 12点
- 宮原健斗＆ヨシタツ「ヨシケン」 10点
- 大森隆男＆征矢学「GET WILD」 10点
- ゼウス＆ボディガー「ザ・ビッグガンズ」 8点
- ジェイク・リー＆崔領二「Sweeper」 8点
- 野村直矢＆青柳優馬「ノムヤギ」 6点
- TAJIRI＆ギアニー・ヴァレッタ 6点

内容
5チームが勝ち点12で並ぶ混戦状態で最終戦を迎えたが、真霜組、初来日のThe End、そして秋山＆関本組が相次いで敗れ脱落し、最終公式戦の暴走大巨人対ドーリング組に優勝がかかったが、ドーリングがレボリューションボムで諏訪魔を叩きつけ相手を分断すると、最後はディランが石川をラリアット4連発からチョークスラムで沈め、ドーリング＆ディラン組が外国人チームとしては13年ぶりとなる優勝を果たした。

## 2019年大会
参加10チーム
- 諏訪魔＆石川修司「暴走大巨人」 12点 ※優勝
- ジェイク・リー＆野村直矢 12点 ※準優勝
- ジョー・ドーリング＆秋山準 10点
- TAJIRI＆KAI 10点
- ゼウス＆崔領二 9点
- 宮原健斗＆青柳優馬「NEXTREAM」 8点
- ヨシタツ＆ジョエル・レッドマン 8点
- 吉田隆司＆ギアニー・ヴァレッタ 8点
- パロウ＆オディンソン「The End」 8点
- 関本大介＆ボディガー 3点

## 2020年大会
参加8チーム
- 宮原健斗＆青柳優馬「NEXTREAM」 10点 ※優勝
- 諏訪魔＆石川修司「暴走大巨人」 8点
- ジェイク・リー＆岩本煌史「陣 JIN」 8点
- ヨシタツ＆崔領二 8点
- TAJIRI＆田中将斗 8点
- 関本大介＆アブドーラ・小林「マッスル&ファットです」 8点
- 芦野祥太郎＆羆嵐「Enfants Terribles」 6点
- 入江茂弘＆イザナギ 2点

内容
当初出場予定だったゼウスが新型コロナウイルス感染症のPCR検査で陽性と判定されたため欠場となり、代わりにイザナギが入江と組んで出場することになった。

## 2021年大会
参加16チーム
Aブロック
- 諏訪魔＆芦野祥太郎「暴走SUPLEX」 6点
- アブドーラ・小林＆ドリュー・パーカー「小林軍団」 4点
- ジェイク・リー＆大森北斗「TOTAL ECLIPSE」 2点
- 斉藤ジュン＆斉藤レイ「SAITO BROTHERS」 0点

Bブロック
- 宮原健斗＆青柳優馬「NEXTREAM」 5点　※優勝
- T-Hawk＆エル・リンダマン「STRONGHEARTS」 3点
- TAJIRI＆スペル・クレイジー 0点
- イザナギ＆デビル紫「PURPLE HAZE」 0点

Cブロック
- 真霜拳號＆KAZMA SAKAMOTO「勤王党」 6点
- 石川修司＆佐藤耕平「ツインタワーズ」 4点
- 長井満也＆LEONA（ドラディション） 2点
- ヨシタツ＆立花誠吾「ヨシタツ・キングダム」 0点

Dブロック
- 土肥こうじ＆羆嵐「土肥羆」 4点　※準優勝
- ゼウス＆入江茂弘「PURPLE HAZE」 3点
- 岩本煌史＆本田竜輝 3点
- 大森隆男＆木高イサミ「アックスボンバーズ」 2点

内容
A～Dブロックの各4チームによるリーグ戦を11月13日後楽園大会から28日小田原大会までの7大会にて行い、各ブロック1位チームが12月5日の後楽園大会にて行われる優勝決定トーナメントに進出する。当初出場予定であった宮本裕向が練習中の怪我のため欠場となり、木高イサミが代わって出場することとなった。決勝トーナメントでは、1回戦で諏訪魔&芦野組を破った土肥&羆嵐組と、真霜&KAZMA組を下した宮原&青柳組が優勝をかけて争う事になり、激闘の末宮原組が優勝した。これにより、宮原&青柳は最強タッグの歴史上5組目の連覇を成し遂げたタッグとなった。
決勝トーナメント
|  | 準決勝        | 準決勝    |  |  | 優勝戦 | 優勝戦 |
|  |               |           |  |  |        |        |
|  |               |           |  |  |        |        |
|  |               |           |  |  |        |        |
|  | 宮原/青柳     | Pin       |  |  |        |        |
|  | 宮原/青柳     | Pin       |  |  |        |        |
|  | 真霜/SAKAMOTO |           |  |  |        |        |
|  | 宮原/青柳     | Sub       |  |  |        |        |
|  | 宮原/青柳     | Sub       |  |  |        |        |
|  |               | 土肥/羆嵐 |  |  |        |        |
|  | 諏訪魔/芦野   |           |  |  |        |        |
|  |               |           |  |  |        |        |
|  | 土肥/羆嵐     | Pin       |  |  |        |        |
|  | 土肥/羆嵐     | Pin       |  |  |        |        |

## 2022年大会
参加8チーム
- 宮原健斗＆野村卓矢「ミヤケンとタクヤ」 8点 ※優勝
- 石川修司＆サイラス 8点 ※準優勝
- ジェイク・リー＆青柳優馬 7点
- 諏訪魔＆KONO「VOODOO-MURDERS」 6点
- 斉藤ジュン＆斉藤レイ「VOODOO-MURDERS SAITO BROTHERS」 6点
- 永田裕志＆安齊勇馬 6点
- 土肥こうじ＆羆嵐「土肥羆」 6点
- 芦野祥太郎＆本田竜輝「GUNGNIR OF ANARCHY」 5点

内容
入場式・開幕戦は11月13日、優勝戦は12月7日後楽園で開催。その他北上・那須町・藤沢でも開催。Jr. BATTLE OF GLORYと同時開催。大日本の野村とタッグを組んだ宮原は個人では3連覇を達成し、野村は初優勝。

## 2023年大会
参加10チーム
- 中嶋勝彦&大森北斗 12点 ※優勝
- 諏訪魔&鈴木秀樹 10点
- 斉藤ジュン&斉藤レイ「SAITO BROTHERS」 10点
- 田村ハヤト＆ガレノ・デル・マル「BULK ORCHESTRA」 10点
- 宮原健斗&青柳優馬「ビジネスタッグ」 9点
- 本田竜輝&安齊勇馬「New Period」 9点
- 黒潮TOKYOジャパン&立花誠吾「TOKYOヤンキース」 8点
- 坂口征夫&岡谷英樹「Eruption」 8点
- サイラス&ライアン・デイビッドソン 8点
- 石川修司&綾部蓮「ハイツハイツ」 6点

内容
入場式・開幕戦は11月12日、優勝戦は12月6日後楽園で開催。前年同様Jr. BATTLE OF GLORYと同時開催。

## 2024年大会
参加14チーム
Aブロック
- 斉藤ジュン&斉藤レイ「SAITO BROTHERS」12点 ※優勝
- ライジングHAYATO&安齊勇馬「ELPIDA」8点
- 関本大介&真霜拳號「BJ2AW」7点
- 大森北斗&羆嵐「北斗軍」6点
- 大石真翔&マイク・D・ベッキオ 4点
- MUSASHI&吉岡世起「むーちゃんせーちゃん」3点
- 芦野祥太郎&田村男児「ゼンニチ本隊」2点

Bブロック
- 宮原健斗&デイビーボーイ・スミスJr.「ゼンニチ本隊」10点 ※準優勝
- 本田竜輝&綾部蓮「ELPIDA」8点
- サイラス&ハートリー・ジャクソン「北斗軍」6点
- 諏訪魔&鈴木秀樹「エボリューション」6点
- 青柳優馬&阿部史典「バカの時代」6点
- 佐藤光留&宮本裕向「バカの時代」4点
- 黒潮TOKYOジャパン&立花誠吾「東京ヤンキース」2点

内容
入場式・開幕戦は11月9日、優勝戦は12月8日昼後楽園で開催。8年ぶりに2ブロック制で行う。決勝トーナメントはAブロック1位の斉藤ブラザーズとBブロック2位の本田&綾部、Bブロック1位の宮原&スミスJr.とAブロック2位のHAYATO&安齊による準決勝が行われ、それぞれ勝利した斉藤ブラザーズと宮原&スミスJr.が対戦。結果、斉藤ブラザーズが激戦を制し、史上初の「世界タッグ王者による全勝優勝」を成し遂げた。